# Inekon Superior Plus
Als Superior Plus bezeichnet das tschechische Unternehmen  Inekon Trams a.s. einen niederflurigen, im Durchgang stufenfreien Straßenbahn-Fahrzeugtyp, von dem ab 2006 mit verschiedenen Partnern Varianten entwickelt wurden. 2014 wurde ein Fahrzeug als Prototyp gebaut.

## Entwurf für Toronto
Nachdem Škoda Transportation und Inekon zuvor bereits bei der Entwicklung der Typen Škoda 03T und 10T zusammengearbeitet hatten, gründeten sie 2006 erneut ein Joint Venture und boten im Januar 2008 der Toronto Transit Commission vierteilige Einrichtungswagen für die Straßenbahn Toronto an. Zu einer Bestellung kam es nicht.
Das entwickelte Fahrzeug ist ein Kurzgelenkwagen, verfügt also über ein Drehgestell unter jedem Wagenteil. Die beiden mittigen Drehgestelle und das mittige Gelenk sind mechanisch auf die gleiche Weise verbunden wie bei der Gelenksteuerung des Typs Tatra KT4. Die Endteile sind auf die so gesteuerten Wagenteile aufgesattelt. Im Gegensatz zu den meisten anderen vier- oder mehrteiligen Kurzgelenkwagen wie Siemens Avenio wird somit auf ein Doppelgelenk verzichtet. In Gleisbögen mit einem besonders kleinen Radius von nur 12 m, welche in Toronto zu befahren wären, sind die Drehgestelle bei dieser Konstruktion um 4,9 Grad gegenüber den Wagenkästen ausgedreht.
Ungewöhnlich für Kurzgelenkwagen ist die nicht ungefähr mittige Anordnung der Drehgestelle in den Mittelteilen. Zwischen mittigem Gelenk und Drehgestell ist jeweils eine Doppeltür angeordnet, während zum anderen Ende unmittelbar das Gelenk folgt. Die Endteile verfügen jeweils über eine Doppeltür zwischen Drehgestell und Gelenk sowie über eine Einzeltür zum Fahrzeugende hin. Über den Drehgestellen ist die Sitzanordnung teilweise auf je einen Platz beidseits des Durchgangs eingeschränkt.

## Prototyp Superior Plus 210
In Zusammenarbeit mit Xiangtan Electric Manufacturing Group Corp. (XEMC), einem chinesischen Hersteller von elektrischen Ausrüstungen für U-Bahn-Fahrzeuge, wurde ein dreiteiliger, achtachsiger Drehgestellwagen entwickelt. Der Prototyp wurde von XEMC in Xiangtan hergestellt, 2014 in drei Teilen nach Ostrava transportiert und 2015 dort montiert. Ab 2016 erfolgte eine Erprobung im Netz der Straßenbahn Ostrava, 2017 auch mit Fahrgästen. Es handelt sich um einen Einrichtungswagen.
Der Rahmen, ebenso die Rahmen der Drehgestelle, sind aus Schwarzstahl gefertigt, die Aufbauten aus rostfreiem Stahl. In den Drehgestellen sind jeweils längs an der Seite voll abgefederte Antriebe angeordnet, die auf je eine Achse wirken. Auf der dem Antrieb abgewandten Seite jeder Achse ist eine Bremsscheibe angeordnet.
Das Mittelteil rollt auf zwei Drehgestellen, zwischen denen eine Doppeltür angeordnet ist. Die Endteile mit jeweils einem Drehgestell sind auf das Mittelteil aufgesattelt und verfügen über je zwei Doppeltüren zwischen Drehgestell und Gelenk sowie eine Einzeltür zum Fahrzeugende hin. Beim Einstieg durch die Einzeltüren ist eine Stufe im Wagen eingebaut, alle anderen Höhenunterschiede werden durch Rampen ausgeglichen. Für die Sitzanordnung über den Drehgestellen gelten die gleichen Einschränkungen wie beim für Toronto entworfenen Fahrzeug.
Es war geplant, die Fahrzeuge zusammen mit CRSC Railway Vehicle Co. Ltd. in Changsha für den chinesischen und den europäischen Markt zu produzieren.
Auf der Internetseite von Inekon wird auch ein konzeptionell gleicher Entwurf mit in einigen Punkten abweichenden technischen Daten und der Bezeichnung Inekon 04 - Superior präsentiert. Der Hersteller gibt an, dass auch eine Ausführung in Meterspur möglich ist.